# Марсель Діб
Марсель Діб (фр. Marcel Dib, нар. 10 серпня 1960, Марсель) — французький футболіст, що грав на позиції півзахисника.
Виступав, зокрема, за клуб «Монако», а також національну збірну Франції.
Чемпіон Франції. Володар Кубка Франції. 

## Клубна кар'єра
У дорослому футболі дебютував 1981 року виступами за команду клубу «Тулон», в якій провів чотири сезони, взявши участь у 78 матчах чемпіонату. 
Своєю грою за цю команду привернув увагу представників тренерського штабу клубу «Монако», до складу якого приєднався 1985 року. Відіграв за команду з Монако наступні вісім сезонів своєї ігрової кар'єри, взявши участь у 325 матчах національної першості Франції. Більшість часу, проведеного у складі «Монако», був основним гравцем команди. Протягом цього етапу кар'єри ставав чемпіоном Франції (у 1988) та володарем національного Кубку (у 1991). «Монако» з Марселєм Дібом у складі доходило до фіналу Кубка володарів кубків 1992, проте програло вирішальний матч німецькому «Вердеру».
Протягом 1993—1994 років захищав кольори команди клубу «Бордо».
Завершив професійну ігрову кар'єру у клубі «Марсель», за команду якого виступав протягом 1994—1996 років.

## Виступи за збірну
1988 року дебютував в офіційних матчах у складі національної збірної Франції. Протягом кар'єри у національній команді, яка тривала 3 роки, провів у формі головної команди країни 6 матчів.

## Титули і досягнення
- Володар Суперкубка Франції (1):

«Монако»: 1985
- Чемпіон Франції (1):

«Монако»: 1987-88
- Володар Кубка Франції (1):

«Монако»: 1990-91